# Телелюй
Телелю́й — село Телелюйского сельсовета Грязинского района Липецкой области.
Телелюй известен по документам с 1752 года.
Первоначально у села было другое название — Рома́новский Телелю́й. Оно говорит о том, что это место заселялось выходцами из города Романова (ныне село Ленино). Переселение могло быть в конце XVII века или в самом начале XVIII века.
В 1860 году в Телелюе была построена Космодамиановская церковь ().
Название дано по реке Телелюй, в среднем течении которой находится село. Иногда в документах встречается наименование Ни́жний Телелю́й (вероятно, по отношению к Верхнему Телелюю).
До 2000 года был центром Телелюйского сельсовета, но передало этот статус посёлку Прибытковский.

## Население
| 2009 | 2010 | 2013 |
| ---- | ---- | ---- |
| 241  | ↗266 | ↗284 |